# Cifrado especial
Cifrado especial (en italiano: Cifrato speciale, en francés: Message chiffré) es una coproducción  española, italiana y francesa de 1966 dirigida por Pino Mercanti y protagonizada por  Lang Jeffries y José Greci, de género espionaje. Ambientada en Estambul, casi en su totalidad la película se rodó en Cataluña.

## Reparto
- Lang Jeffries: Johnny Curd
- José Greci:  Lynn
- Helga Liné: Luana
- Jorge Rigaud:  Hoover
- Andrea Scotti: Maitre
- Philippe Hersent:  Richard
- Janine Reynaud:  Sheena
- Umberto Raho: Vasili